# Ludwik Fuglewicz
Ludwik Fuglewicz (ur. 6 lipca 1859 w Stanisławowie, zm. 15 września 1943 w Krakowie) – tytularny generał dywizji Wojska Polskiego.

## Życiorys

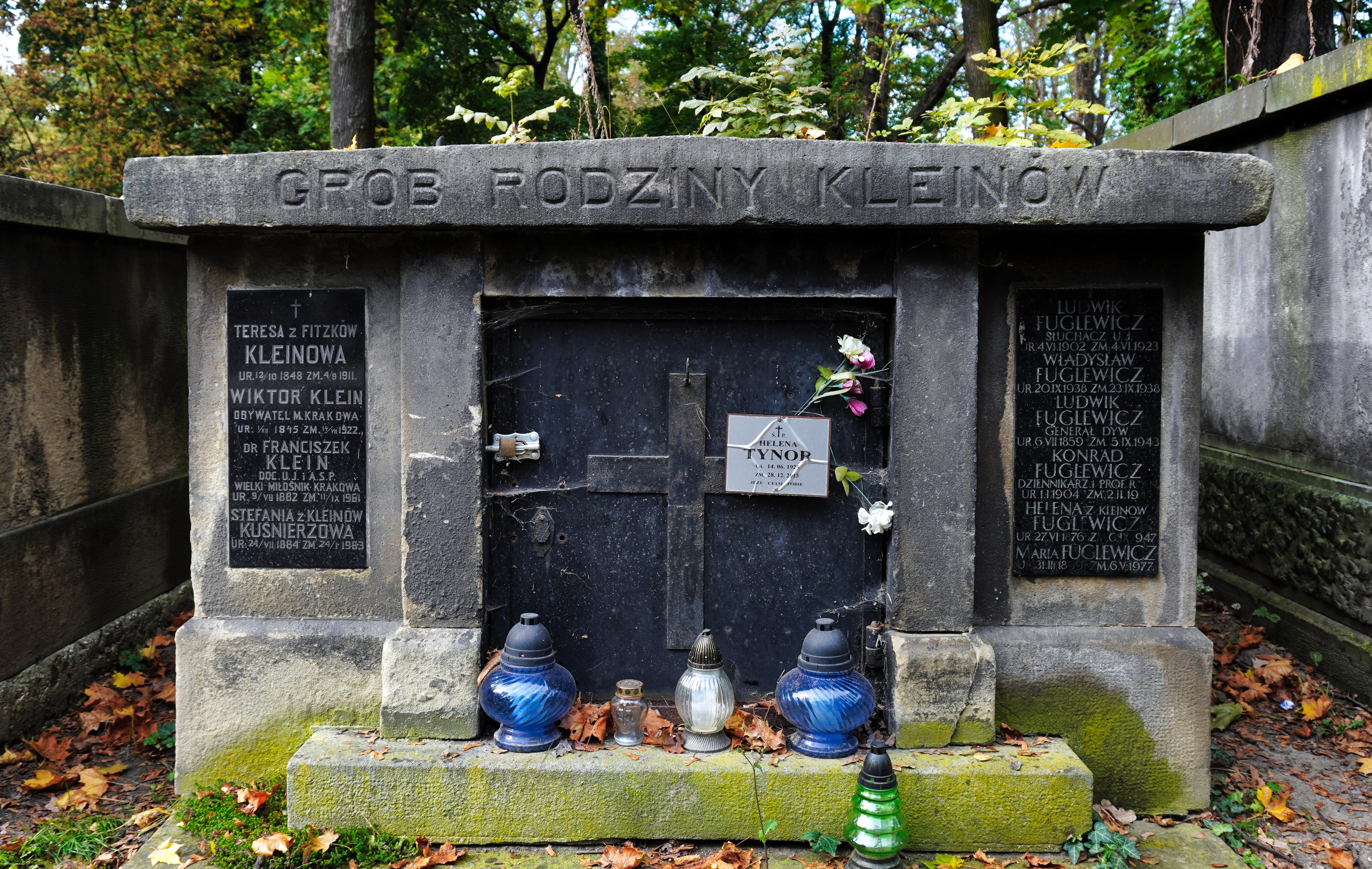
Grób gen. Ludwika Fuglewicza na Cmentarzu Rakowickim w Krakowie

Ludwik Fuglewicz urodził się 6 lipca 1859 roku w Stanisławowie. Był synem zarządcy poczt w Tarnowie. Ukończył gimnazjum w Tarnowie i niższą szkołę realną w St. Pölten. Następnie uczęszczał do Akademii Wojskowej w Wiener Neustadt, po ukończeniu w niej edukacji wstąpił w 1879 roku do cesarskiej i królewskiej Armii.
W 1901 roku został szefem intendentury c. i k. 6 Dywizji Piechoty w Grazu, a następnie szefem intendentury c. i k. Dywizji Kawalerii „Kraków”. Później został przeniesiony do Intendentury c. i k. I Korpusu w Krakowie, gdzie pozostawał do wybuchu I wojny światowej.
1 sierpnia 1914 roku, po ogłoszeniu mobilizacji, został wyznaczony na stanowisko szefa intendentury Dowództwa Wojskowego „Kraków”. W końcu października 1917 roku został przeniesiony do Dowództwa Wojskowego „Wiedeń” na stanowisko inspektora do spraw ekonomicznych. 1 kwietnia 1918 roku otrzymał przeniesienie do Ministerstwa Wojny, w którym zajmował się sprawami odszkodowań wojennych. 1 maja 1918 roku został awansowany na generała intendenta.
5 listopada 1918 roku został przyjęty przez Radę Regencyjną Królestwa Polskiego do Wojska Polskiego z zatwierdzeniem posiadanego stopnia generała intendenta i wyznaczony na stanowisko szefa intendentury Dowództwa Okręgu Generalnego „Kraków” w Krakowie. W okresie od czerwca do grudnia 1919 roku był urlopowany ze względu na zły stan zdrowia. W styczniu 1920 roku powierzono mu kierownictwo intendentury Armii Ochotniczej gen. J. Hallera. W okresie od marca 1920 roku do stycznia 1921 roku pełnił służbę na stanowisku szefa intendentury 4 Armii. Na tym stanowisku 1 maja 1920 roku został zatwierdzony z dniem 1 kwietnia 1920 roku w stopniu generała podporucznika w Korpusie Intendenckim, w grupie oficerów byłej armii austriacko-węgierskiej. Z dniem 1 kwietnia 1921 roku został przeniesiony w „stały stan spoczynku”.
26 października 1923 roku Prezydent RP Stanisław Wojciechowski zatwierdził go w stopniu tytularnego generała dywizji.
Po przejściu w stan spoczynku mieszkał w Krakowie. Tam zmarł 15 września 1943 roku i został pochowany został na cmentarzu Rakowickim.

## Awanse
W cesarskiej i królewskiej Armii:
- porucznik (niem. Leutnant) - 1879
- starszy porucznik (niem. Oberleutnant) - 1884
- kapitan II klasy (niem. Hauptmann 2. Klasse) - 1891

W intendenturze cesarskiej i królewskiej Armii:
- podintendent wojskowy (niem. Militärunterintendant) - 1893[13]
- intendent wojskowy (niem. Militärintendant) - 1 listopada 1901[14]
- starszy intendent wojskowy II klasy (niem. Militäroberintendant 2. Klasse) - 1 listopada 1909[15]
- starszy intendent wojskowy I klasy (niem. Militäroberintendant 1. Klasse) - 1 listopada 1913[16]
- generał intendent (niem. Generalintendant) - 1 maja 1918[17]

W Wojsku Polskim:
- generał intendent - 5 listopada 1918
- generał podporucznik intendent - 1 maja 1920 zatwierdzony z dniem 1 kwietnia 1920
- tytularny generał dywizji - 26 października 1923